# 9424 Hiroshinishiyama
9424 Hiroshinishiyama eller 1996 BN är en asteroid i huvudbältet som upptäcktes den 16 januari 1996 av den japanska astronomen Takao Kobayashi vid Ōizumi-observatoriet. Den är uppkallad efter amatörastronomen Hiroshi Nishiyama.
Den tillhör asteroidgruppen Massalia.